# Umapine
Umapine es un lugar designado por el censo ubicado en el condado de Umatilla en el estado estadounidense de Oregón. En el año 2010 tenía una población de 315 habitantes.

## Geografía
Umapine se encuentra ubicado en las coordenadas 45°58′35″N 118°29′46.9″O / 45.97639, -118.496361.